# Бетел Тауншип (округ Беркс, Пенсільванія)
Бетел Тауншип (англ. Bethel Township) — селище (англ. township) в США, в окрузі Беркс штату Пенсільванія. Населення — 4059 осіб (2020).

## Демографія
Згідно з переписом 2010 року, у селищі мешкало 4112 осіб у 1434 домогосподарствах у складі 1096 родин. Було 1556 помешкань
Расовий склад населення:
| - 95,4 % — білих - 0,9 % — азіатів - 0,8 % — чорних або афроамериканців - 0,1 % — корінних американців - 1,6 % — осіб інших рас |

До двох чи більше рас належало 1,3 %. Частка іспаномовних становила 4,0 % від усіх жителів.
За віковим діапазоном населення розподілялося таким чином: 27,0 % — особи молодші 18 років, 61,0 % — особи у віці 18—64 років, 12,0 % — особи у віці 65 років та старші. Медіана віку мешканця становила 38,8 року. На 100 осіб жіночої статі у селищі припадало 102,3 чоловіків;  на 100 жінок у віці від 18 років та старших — 100,1 чоловіків також старших 18 років.
Середній дохід на одне домашнє господарство  становив 79 724 долари США (медіана — 58 750), а середній дохід на одну сім'ю — 83 780 доларів (медіана — 61 119). Медіана доходів становила 43 061 долар для чоловіків та 35 694 долари для жінок. За межею бідності перебувало 3,0 % осіб, у тому числі 1,1 % дітей у віці до 18 років та 5,2 % осіб у віці 65 років та старших.
Цивільне працевлаштоване населення становило 1805 осіб. Основні галузі зайнятості: роздрібна торгівля — 18,2 %, виробництво — 18,0 %, освіта, охорона здоров'я та соціальна допомога — 15,8 %.